# Depressió endogàmica
La depressió endogàmica o depressió de consanguinitat és una reducció de l'aptitud dins una població com a resultat d'encreuaments entre individus relacionats. Els encreuaments entre individus relacionats resulten en la manifestació de característiques deletèries recessives. Com més pròxims siguin els individus, més gran serà el nombre de gens deleteris homozigòtics que poden tenir els descendents, resultant en individus poc aptes. Un altre mecanisme responsable és la sobredominància d'al·lels heterozigòtics, comportant una reducció en l'aptitud d'una població amb molts genotips homozigòtics, encara que no siguin deleteris. Actualment no se sap quin dels dos mecanismes és més important. En general, les poblacions amb més variació genètica no pateixen de depressió de consanguinitat. La depressió de consanguinitat és molt sovint el resultat d'un efecte coll d'ampolla. La depressió de consanguinitat sembla estar present en gran part dels grups d'organismes, però és possiblement més habitual en espècies hermafrodites, predominantment plantes. La majoria de les plantes són hermafrodites i per això són capaces de tenir els graus més severs de consanguinitat.